# Regenstauf

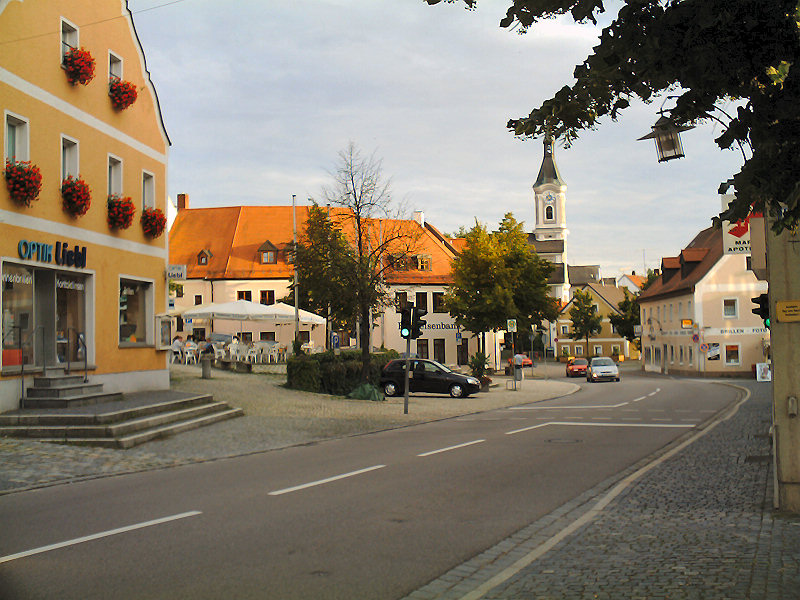
Der Ortskern von Regenstauf

Regenstauf ist ein Markt im oberpfälzischen Landkreis Regensburg in Bayern. Die nördlichste und größte Gemeinde des Landkreises stellt das wirtschaftliche und kulturelle Zentrum des nördlichen Landkreises dar.
Im 14. Jahrhundert hatte Regenstauf bereits die Marktrechte und gilt heute als bedeutender Schul-, Industrie- und Gewerbestandort.

## Geografie

### Geografische Lage
Der Ort liegt am Fluss Regen, der fünfzehn Kilometer weiter südlich bei Regensburg nahe ihrem nördlichsten Punkt in die Donau fließt. Regenstauf besitzt einige reizvolle Bauten, Brücken, Brunnen und Denkmäler, so zum Beispiel den berühmten Aussichtsturm auf der Spitze des 436 Meter hohen Regenstaufer Schlossberges, der den alten Markt um gut 90 Meter überragt. Kern der Siedlung ist der historische Straßenmarkt, der sich deutlich von der lockeren Bebauung im restlichen Siedlungsgebiet abhebt. Bekanntheit hat auch ein Storchennest auf einem ausgedienten Brauereikamin im Ortskern erlangt. Im Ortsteil Karlstein befinden sich das Schloss Karlstein (1393) und etwa 650 m westlich die Ruine der Burg Forstenberg (um 1200).

### Gemeindegliederung
Es gibt 87 Gemeindeteile (in Klammern ist der Siedlungstyp angegeben):
- Anglhof (Einöde)
- Asing (Weiler)
- Birkenzant (Weiler)
- Breitwies (Einöde)
- Brennthal (Weiler)
- Brunnhaus (Einöde)
- Buchenlohe (Dorf)
- Danersdorf (Weiler)
- Diesenbach (Pfarrdorf)
- Dirnberg (Einöde)
- Drackenstein (Dorf)
- Edlhausen (Dorf)
- Eichlberg (Weiler)
- Eitlbrunn (Pfarrdorf)
- Elendhalbstraße (Einöde)
- Ellmau (Einöde)
- Epfenthau (Weiler)
- Ferneichlberg (Weiler)
- Fidelhof (Weiler)
- Forstberg (Dorf)
- Frauenberg (Dorf)
- Fronau (Dorf)
- Ganglhof (Einöde)
- Geiersberg (Einöde)
- Gfangen (Einöde)
- Gibacht (Weiler)
- Glapfenberg (Weiler)
- Gnadenhof (Weiler)
- Grafenwinn (Dorf)
- Greisberg (Einöde)
- Grub (Weiler)
- Hagenau (Dorf)
- Heilinghausen (Kirchdorf)
- Hinterberg (Weiler)
- Hirschling (Dorf)
- Hochstraß (Weiler)
- Hohenwarth (Weiler)
- Holz (Weiler)
- Irlbründl (Einöde)
- Karlstein (Dorf)
- Kerm (Weiler)
- Kirchberg (Pfarrdorf)
- Kleeberg (Dorf)
- Kleinanglhof (Einöde)
- Kleinramspau (Dorf)
- Kohlstatt (Einöde)
- Kreuth (Einöde)
- Kühthal (Weiler)
- Kürnberg (Dorf)
- Lindach (Einöde)
- Linglhof (Einöde)
- Loch (Dorf)
- Maad (Weiler)
- Marienthal (Weiler)
- Medersbach (Dorf)
- Mettenbach (Einöde)
- Münchsried (Weiler)
- Neuhaus (Weiler)
- Neuried (Einöde)
- Oberhaslach (Weiler)
- Oberhof (Einöde)
- Oberhub (Einöde)
- Preischlgut (Einöde)
- Preßgrund (Dorf)
- Ramspau (Pfarrdorf)
- Rappershof (Einöde)
- Regenstauf (Hauptort)
- Reingrub (Einöde)
- Reiterberg (Weiler)
- Richterskeller (Weiler)
- Ruith (Weiler)
- Schanzlohe (Einöde)
- Schneitweg (Dorf)
- Schnepfenberg (Einöde)
- Schönleiten (Dorf)
- Schwaighof (Einöde)
- Spindlhof (Einöde)
- Stadel (Weiler)
- Steinsberg (Pfarrdorf)
- Süßberg (Weiler)
- Süssenbach (Einöde)
- Unterhaslach (Einöde)
- Unterhub (Einöde)
- Wasa (Einöde)
- Wieden (Weiler)
- Wiedenhof (Einöde)
- Wöhrhof (Dorf)

## Geschichte

### Mittelalter
Im Jahre 970 wurde Regenstauf in Aufzeichnungen erstmals als Ort genannt. Der Name bedeutet „Burgberg am Regen“, nach dem althochdeutschen stauf/stouf für einen spitzen, kegelförmigen Berg. Im Jahre 1196 kam Regenstauf in den Besitz des Herzogtums Bayern. 1326 erfolgte die Erhebung Regenstaufs zum Markt.
In Regenstauf bestanden vom 16. bis zum 17. Jahrhundert sowohl ein Eisenhammer wie auch ein Blechhammer (errichtet 1552). Es wurde hier auch nach Erz geschürft.
Das Wappen des Marktes, verliehen 1470 durch Herzog Albrecht IV. von Bayern, zeigt zwei gekreuzte Fische als Symbol für den Fluss unter einem farbenprächtigen Regenbogen. 1563 wurde der Ortsteil Diesenbach Edelsitz. Während des Dreißigjährigen Krieges befanden sich von 1633 bis 1646 schwedische, kaiserliche, österreichische und bayerische Truppen in Regenstauf. Im Ortsteil Heilinghausen fand 1686 der Hexenprozess gegen die Mühlenbesitzerin der Eichmühle Anna Bayer statt.

### Neuzeit
In den Jahren 1713 und 1714 wurde die berühmte Sebastianskapelle erbaut. Johann Wolfgang von Goethe war 1786 in Regenstauf, seine Italienische Reise nimmt literarisch auf den ersten Seiten von Karlsbad aus über Regenstauf ihren Anfang.

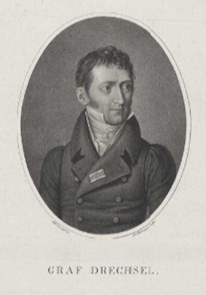
Graf Drechsel, Deutsche Digitale Bibliothek

Karl Joseph von Drechsel: Erster Bayerischer Generalpostmeister aus Regenstauf
Als die bayerische Regierung unter Montgelas herausfand, dass unter dem Postinhaber Thurn und Taxis geheime Loggen die zuzustellenden Briefe öffneten und die Kopien verkauften, diese auch an das Herrscherhaus in Österreich. Dem Fürstenhaus wurde die Lizenz entzogen und Karl Joseph von Drechsel bekam die leitende Funktion in der neuen bayerischen Post: Bayerischer Generalpostmeister. 1826 war er Generalkommisär in Ansbach, 1828 Regierungspräsident in Augsburg, 1837 Mitglied der Kammer der Abgeordneten.
Karl Joseph von Drechsel war am 26. Juni 1778 auf Schloss Spindlhof bei Regenstauf geboren worden. Seine Eltern starben in sehr jungen Jahren während der damaligen Pockenepidemie, der Vater (geb. am 26. Februar 1754 in Kager bei Pemfling am 27. März 1780, die Mutter am 7. April 1780. Der Vater war „Hauptpfleger“ von Regenstauf (heute: Landrat und Amtsrichter), die Mutter war eine geb. von Schneid, Nichte des Besitzers von Spindlhof und des Weihbischofs von Regensburg. Von Valentin Anton von Schneid (1734–1802) erbte Graf Drechsel Schloss Karlstein.
Nach seiner Priesterweihe 1821 war Johann Nepomuk Hemauer in Regenstauf tätig. Danach war er Kanonikus in Regensburg und Beichtvater Ludwigs I. von Bayern.
Am 1. Mai 1906 wurde der Nachtzug München–Berlin, der D 21, bei Regenstauf in einen Auffahrunfall verwickelt. Durch eine falsch gestellte Weiche fuhr er auf einen Güterzug auf, den er eigentlich überholen sollte. Prominenter Fahrgast des Zuges war Thomas Mann, der das Geschehen in der Erzählung Das Eisenbahnunglück – veröffentlicht 1909 – verarbeitete. „Die große Schnellzugmaschine von Maffei war hin und entzwei. Preis siebzigtausend“, schrieb Mann in der Erzählung.
Im Jahre 1918 besuchte der englische Schriftsteller David Lindsay den Markt Regenstauf und besichtigte unter anderem den Aussichtsturm auf dem Gipfel des Schlossberges. Beeindruckt durch „das Mysteriöse des Turmes“ und die gewaltige Anstrengung bei der Bewältigung der vielen steilen Treppenstufen verewigte Lindsay den Turm im letzten Kapitel seines berühmten Planetenromans A Voyage To Arcturus. Der Turm mit seinen Fenstern, seinem inneren und äußeren Aussehen ist in Lindsays Buch Punkt für Punkt nach dem realen Vorbild in Regenstauf beschrieben.
Im Jahre 1924 stiftete Maximilian Marquart Freiherr von Pfetten für den Ortsteil Heilinghausen ein Benefiziat auf ewige Zeiten. Seit der zweiten Hälfte der 1950er Jahre wurde Regenstauf von der Suburbanisierung erfasst. Ein reger Wohnungsbau setzte ein, der die Ortschaft in den folgenden Jahrzehnten primär zum Wohnstandort in der Nähe von Regensburg werden ließ. Im Jahre 1961 ließ sich hier die Brüterei Süd GmbH & Co KG Lohmann-Masthuhn-Brüterei nieder.
Im Jahre 1976 kam es zur Entdeckung und Ausgrabung von elf Urnengräbern aus der Keltenzeit im Gemeindeteil Diesenbach. Im Jahre 1982 erfolgte ein grundsätzlicher Aufschwung im Ort mit der Neugestaltung der Ortsdurchfahrt, nachdem die Autobahnumfahrung fertiggestellt war. Ein Rathaus wurde neu erbaut, das alte Rathaus 1997 zu einem Kulturhaus umfunktioniert.

### Eingemeindungen
Am 1. Januar 1971 wurde die Gemeinde Grafenwinn nach Regenstauf eingegliedert. Im Zuge der Gebietsreform in Bayern wurden am 1. Januar 1978 die Gemeinden Heilinghausen, Hirschling, Karlstein und Ramspau sowie Gebietsteile der aufgelösten Gemeinde Bubach am Forst eingegliedert. Die Gemeinden Diesenbach, Eitlbrunn und Steinsberg (mit Buchenlohe) sowie die Gemeindeteile Hagenau und Medersbach der aufgelösten Gemeinde Ponholz folgten am 1. Mai 1978. Zum 1. Oktober 2009 wurde eine 4.213.596 Quadratmeter große Teilfläche des aufgelösten gemeindefreien Gebiets Schwaighauser Forst eingegliedert.

### Einwohnerentwicklung
Zwischen 1988 und 2018 wuchs der Markt von 13.131 auf 16.343 um 3212 Einwohner bzw. um 24,5 %.
| Jahr      | 1840  | 1900  | 1939  | 1950  | 1961  | 1970   | 1987   | 2011   | 2015   | 2018   | 2020   |
| Einwohner | 5.228 | 5.829 | 6.982 | 8.475 | 8.938 | 10.141 | 12.849 | 15.026 | 15.831 | 16.343 | 16.109 |

### Konfessionen
Mit eigenen Kirchen- bzw. Versammlungsbauten sind in Regenstauf die römisch-katholische und die evangelische Kirche sowie die Zeugen Jehovas vertreten.

## Politik

### Marktgemeinderat
Der Marktgemeinderat besteht aus 24 Mitgliedern.
Das im Diagramm rechts dargestellte Ergebnis der Marktgemeinderatswahl am 15. März 2020 ergab folgende Sitzverteilung:
- SPD: 5
- Grüne: 2
- ÖDP: 1
- FDP: 2
- FW: 4
- CSU: 10

Von den 13.042 stimmberechtigten Einwohnern im Markt Regenstauf, haben 8294 von ihrem Wahlrecht Gebrauch gemacht, womit die Wahlbeteiligung bei 63,59 Prozent lag.

### Bürgermeister
Bei der Bürgermeisterwahl 2020 wurde Josef Schindler (CSU) zum Ersten Bürgermeister gewählt. Sein Vorgänger Siegfried Böhringer war seit Mai 2008 im Amt. Der Bürgermeister mit der bisher längsten Amtszeit (1966 bis 1996) war der gebürtige Regenstaufer Schreinermeister Johann „Hans“ Zelzner (* 6. Oktober 1925). Sowohl Hans Zelzner als auch Siegfried Böhringer tragen die Ehrenbezeichnung Altbürgermeister.

### Wappen
| Wappen Markt Regenstauf | Blasonierung: „In Blau unter einem von Rot, Grün und Gold gestreiften Regenbogen zwei schräg gekreuzte silberne Fische.“ |
| Wappen Markt Regenstauf | Das Wappen ist seit 1470 bekannt.                                                                                        |

## Kultur und Sehenswürdigkeiten

### Sehenswürdigkeiten

#### Schlösser und Burgen

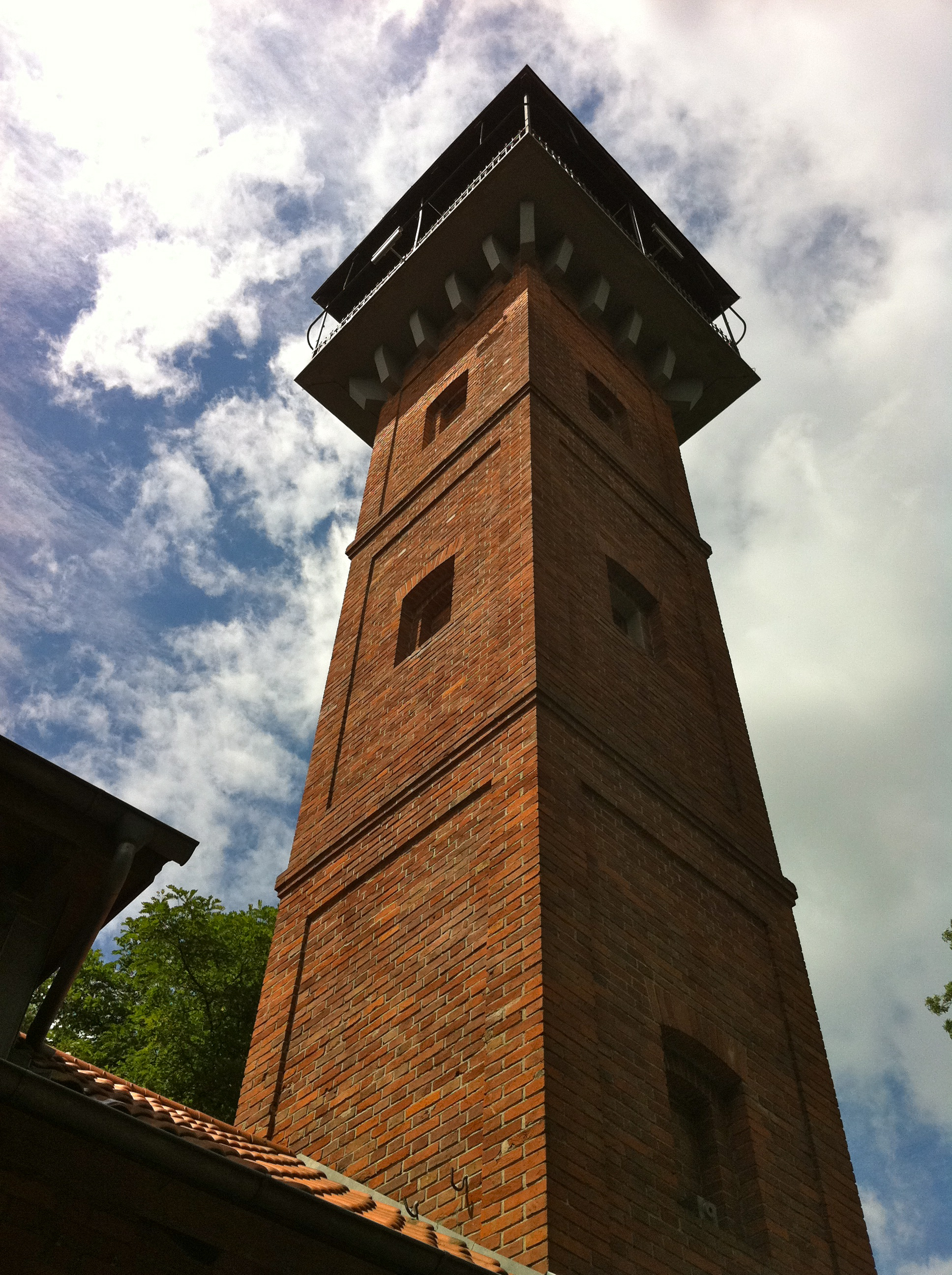
Der Aussichtsturm

- Schlossbergturm, 1891 errichteter Aussichtsturm auf dem Schlossberg in Regenstauf
- Burg Forstenberg
- Schloss Glapfenberg
- Schloss Hirschling
- Schloss Karlstein
- Schloss Ramspau
- Schloss Spindlhof
- Schloss Steinsberg
- Burgruine Ramspau
- Burgstall Drackenstein
- Burgstall Regenstauf
- Burgstall Stadel

Das Schloss Spindelhof dient heute als Bildungs- und Tagungshaus des Bistums Regensburg

#### Kirchen und Kapellen
- Kath. Pfarrkirche St. Jakobus d. Ä. (Regenstauf)
- Ehemalige Pestkapelle St. Sebastian (Regenstauf)
- Kapelle St. Theresia (Edlhausen)
- Kath. Pfarrkuratiekirche St. Michael (Eitlbrunn)
- Kath. Filialkirche und ehemalige Wallfahrtskirche St. Michael (Heilinghausen)
- Kath. Pfarrkirche Mariä Himmelfahrt (Kirchberg)
- Kath. Pfarrkirche St. Laurentius (Ramspau)
- Kath. Pfarrkirche St. Josef (Steinsberg)

### Sportvereine
In der Marktgemeinde Regenstauf gibt es mehrere Sportvereine. Der größte Verein mit rund 2200 Mitgliedern ist der TB/ASV Regenstauf, der 2008 aus der Fusion des TB 1893 Regenstauf und dem ASV Regenstauf entstand. Neben der Fußballabteilung mit 500 Mitgliedern gibt es im Verein noch die Sparten Volleyball, Tischtennis, Tennis, Ski, Turnen, Karate, Taekwondo und Aerobic.

### Vereine im Kultur- und Brauchtumsbereich
Mehrere Vereine im Gemeindegebiet haben sich der Förderung von Kunst, Kultur und Brauchtum verschrieben. Unter anderem sind dies der Heimat- und Volkstrachtenverein Stamm Regenstauf, der Förderkreis für Kunst, Kultur, Museum Regenstauf (KuKuMu), der Gesangverein Regenstauf, der Dramatische Club Regenstauf, die Faschingsgesellschaft Lari-Fari Diesenbach e. V. und der 2018 gegründete Fotoclub Regenstauf.

## Wirtschaft und Infrastruktur

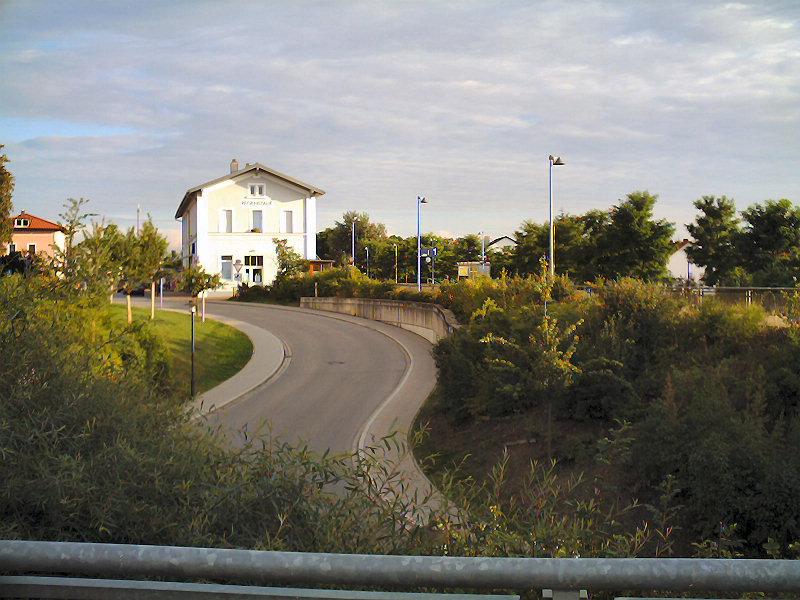
Der Bahnhof Regenstauf

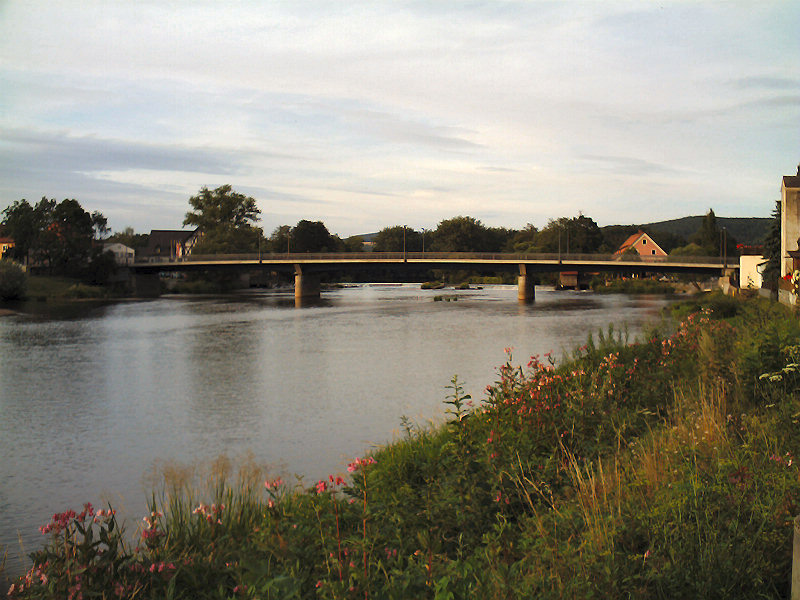
Der Regen

### Unternehmen
- Battenberg Gietl Verlag
- WIMEX-Gruppe, international tätige Unternehmensgruppe der Fleisch- und Agrarindustrie

### Verkehrsanbindung
Regenstauf liegt an der A 93 Regensburg – Hof (Anschlussstelle Regenstauf). B 15 Hof bis in das Inntal: Zwischen den Anschlussstellen Altenstadt an der Waldnaab und Regensburg-Nord wurde die B 15 durch die A 93 ersetzt.
Durch Regenstauf führt in Nord-Süd-Richtung die Staatsstraße 2397.
In West-Ost-Richtung die Staatsstraße 2149.
In West-Ost-Richtung und zur Anschlussstelle Nr.: 37 der A 93 die Kreisstraße R 21
Der Bahnhof Regenstauf liegt an der Bahnstrecke Regensburg–Weiden. Hier verkehren Züge der Deutschen Bahn sowie der Oberpfalzbahn.
Auf dem Gemeindegebiet von Regenstauf liegt der Verkehrslandeplatz Regensburg-Oberhub. Die nächsten internationalen Flughäfen sind in München und Nürnberg.
Der Regen ist nicht schiffbar.

### Sicherheit
Im Gebiet des Marktes gibt es 12 Freiwillige Feuerwehren (FF).
- FF Regenstauf
- FF Diesenbach
- FF Schneitweg
- FF Ramspau
- FF Karlstein
- FF Grafenwinn
- FF Hirschling
- FF Heilinghausen
- FF Buchenlohe
- FF Steinsberg
- FF Eitlbrunn
- FF Loch

Bei der FF Regenstauf sind zusätzlich zu den allgemeinen Einsatzfahrzeugen auch Fahrzeuge und Abrollbehälter des Landkreises Regensburg stationiert. Einen Großteil der Einsätze machen Verkehrsunfälle auf der A 93 aus. Zudem sind bei den Feuerwehren Regenstauf, Diesenbach, Steinsberg und Ramspau hydraulische Rettungssätze untergebracht.
Das Bayerische Rote Kreuz betreibt in Regenstauf eine 24 Stunden besetzte Rettungswache wo neben einem Rettungswagen und einem KTW auch ein NEF stationiert ist.
Außerdem befindet sich in Regenstauf eine Polizeiinspektion, welche für den gesamten nördlichen Landkreis Regensburg zuständig ist.

### Bildung
Schulen:
- Schule am Schlossberg (Grund- und Hauptschule mit M-Zug)
- Grundschule Diesenbach
- Grundschule Ramspau
- Grundschule Steinsberg
- Max-Ulrich-von-Drechsel-Realschule, benannt nach dem auf Karlstein geborenen Widerstandskämpfer des 20. Juli 1944
- Staatliche Förderschule
- Eckert Schulen
- Manfred von Ziegelmeyer Schule
- seit September 2008 ISR – Internationale Schule Regensburg-Regenstauf (bilingual/Waldorf) untergebracht in den Eckert Schulen

## Persönlichkeiten
- Athanasius Hettenkofer (1735–1803), Abt des Klosters Waldsassen
- Michael Helmberger (1820–1900), katholischer Geistlicher
- Josef Demmel (1846–1913), Bischof der Altkatholischen Kirche
- Karl Joseph von Drechsel (1754–1838), erster Bayerischer Postmeister
- Hans von Weigert (1861–1944), Ministerialbeamter im Bayerischen Eisenbahnwesen
- Josef Amann (1879–1971), Politiker der SPD
- Max Maurer (1891–1972), Polizist
- Karl Winkler (1891–1961), Heimatforscher, Literarhistoriker und Lehrer
- Franz Xaver Eichinger (1910–1992), im Ortsteil Marienthal geborener Ordensgeistlicher, Missionar und Arzt
- Max Ulrich Graf von Drechsel (1911–1944), Offizier, Widerstandskämpfer des 20. Juli 1944
- Rupert Preißl (1925–2003), Maler und Grafiker
- Vitus Wurmdobler (* 1945), Restaurator
- Siegfried Böhringer (* 1954), Politiker (SPD), von 2008 bis 2020 Bürgermeister von Regenstauf
- Alois Achatz (* 1964), Künstler in Eitlbrunn
- Annette Greisinger (* 1966), Tischtennis-Nationalspielerin